# 數位典藏
數位典藏（digital archive）係指將有保存價值之實體或非實體資料，透過數位化方式（攝影、掃描、影音拍攝、全文輸入等），並加上後設資料（Metadata）的描述，以數位檔案的形式儲存。

## 內容
數位典藏中一項重要的工作為「資料的詮釋」，檔案除了儲存以外，必須加上檔案本身的內容、背景、屬性等介紹，為儲存的檔案增添更多背景資訊，也真正達到典藏的目的。

## 概況
行政院所推展的「挑戰2008：國家發展重點計畫」中包含了「數位典藏國家型科技計畫」，其目的在於將文化數位化後，更能容易地流傳與運用，提升整體社會與文化之水準；2008年，數位典藏國家型科技計畫與「數位學習國家型科技計畫」合併成立「數位典藏與數位學習國家型科技計畫」。目前有中央研究院、國立臺灣大學、國立故宮博物院、國立歷史博物館、國立自然科學博物館、國立中央大學等臺灣學術與博物館機構，投入至此一計畫中。目前臺灣數位典藏成果可分為生物、考古、地質、人類學、檔案、拓片、器物、書畫、地圖與遙測、善本、漢籍、新聞、影音、建築與加值型計畫共十五項主題，並且已有統合型瀏覽網站可供一般網路使用者針對個人有興趣的資料進行檢索。未來這些數位典藏成果除可供學術研究之外，亦可作為教育推廣及產業應用之用。
目前在中國、港澳、星馬等地，也已經有類似的數字圖書館、數字博物館計畫開始逐步執行中。

## 典藏技術

### 建築
傳統對建築數位典藏的技術可分為影像及圖面，影像以相機拍攝，圖面則以人工或測量儀器測量後繪製成2D圖面，現在有部分數位典藏是透過3D掃描器進行記錄，掃描資料將以立體點雲形式呈現，此技術能提供具有形體、色彩並可供量測之3D點雲模型，能夠更精確、更有效率地進行典藏。

## 批評
數位化的技術分項沒辦法發展出人民應用的項目。

## 外部連結

### 數位典藏與數位學習國家型科技計畫
- 數位典藏與數位學習成果入口網 （页面存档备份，存于）
- 數位典藏與數位學習聯合目錄 （页面存档备份，存于）
- 數位典藏與數位學習計畫百科 （页面存档备份，存于）
- 數位典藏與學習電子報 （页面存档备份，存于）

### 中央研究院數位典藏
- 中研院數位典藏資源網 （页面存档备份，存于）
- 中央研究院數位典藏展示中心 （页面存档备份，存于）
- 穿越歷史長河--文明科技四千年
- 數位島嶼 （页面存档备份，存于）

### 檔案管理局數位典藏計畫
- 電子檔案線上百科數位典藏[永久]
- 電子檔案線上百科開放典藏 （页面存档备份，存于）

### 法鼓文理學院數位典藏專案
- 法鼓數位典藏入口網 （页面存档备份，存于）
- 《臺灣佛教》期刊數位典藏 （页面存档备份，存于）
- 名山古剎-《中國佛寺史志》數位典藏 （页面存档备份，存于）
- 台灣佛教史料庫 Taiwanese Buddhism （页面存档备份，存于）